# Port lotniczy Sari
Port lotniczy Sari (IATA: SRY, ICAO: OINZ) – port lotniczy położony w Sari, w ostanie Mazandaran, w Iranie.